# Saxifraga banmaensis
Saxifraga banmaensis är en stenbräckeväxtart som beskrevs av J.T.Pan. Saxifraga banmaensis ingår i Bräckesläktet som ingår i familjen stenbräckeväxter. Inga underarter finns listade i Catalogue of Life.